# シャロン・ソープ
シャロン・ソープ（Sharon Thorpe、生年・出身地不詳）は、1970年代にアメリカ合衆国で活躍したポルノ女優。

## 人物
シャロン・ソープは初期のポルノ映画界で人気を博したスターの1人である。1970年代に約30本のハードコアポルノ映画に出演した。当時のポルノ映画界においては典型であった、巨乳の小悪魔タイプとは対照的に小振りな乳房の可愛いタイプであった。
ソープはスクリーン上では、ジョン・レスリーと絡む事が多かった。レスリーとのセックスシーンは彼女のキャリアの中でも最も激しいものであった。

## 出演作の一部
- 1975年：『SEXホワイトハウス/スペシャル夫人 (Marilyn and the Senator)』
- 1975年：『USAスーパーポルノ (Fantasy in Blue)』
- 1976年：『淫婦 (3 A.M.) 』†
- 1976年：『オーバーＳＥＸ/禁じられた欲情 (Baby Rosemary)』
- 1976年：『ポルノアメリカ/指を濡らす女 (Tapestry of Passion)』
- 1976年：『Femmes de Sade 』†
- 1977年：『秘薬/バイオレンス・パワー (Mary! Mary!)』†
- 1978年：『キャンディ・ストライパーズ (Candy Stripers)』†
- 1978年：『セックス・ワールド (SexWorld)』†

† XRCO殿堂入りした作品

## 受賞
- 1985年 XRCO殿堂入り[1]